# Paul Philibert
Paul Philibert, né le 10 septembre 1944 à Saint-Élie, est un thanatologue et un homme politique québécois. Il est maintenant le propriétaire du salon funéraire J.Philibert et fils, qui fut fondé par son père, Julien Philibert.

## Biographie

### Jeunesse et formation
Paul Philibert est diplômé de l'Institut de thanatologie du Québec en 1975. Il devient directeur général de J. Philibert inc. à compter de 1965. Il est membre du conseil d'administration de la Caisse d'entraide économique de Trois-Rivières de 1972 à 1979, en plus d'être membre des Chevaliers de Colomb. Il est également membre de la Chambre de commerce de Trois-Rivières et du Club Richelieu de Trois-Rivières. Il est commissaire d'école à Trois-Rivières en 1972, puis président de la Commission scolaire régionale des Vieilles Forges de 1976 à 1979.

### Expérience politique
Candidat libéral défait en 1981, Philibert est élu député en 1985 de Trois-Rivières lors d'une élection partielle. Il est réélu lors de l'élection générale de 1985 et réélu en 1989. Il est défait en 1994.